# Будяк, Людмила Ивановна
Будяк Людмила Ивановна (род. 4 ноября 1945 Сухум, Абхазия) — советский и абхазский живописец, скульптор, керамист, мозаист, поэтесса.
Член Союза художников Республики Абхазии Член Союза художников России (1999)
Основной материал: керамика (фаянс и майолика).
Работы хранятся в Абхазском государственном музее, Национальная картинная галерея Абхазии, работа «Махаджиры» (декоративная тарелка) находится в литературно-мемориальном музее Д. Гулиа, Государственная Картинная Галерея Грузии (г. Тбилиси) (декоративная тарелка «Призыв к победе») и в частных коллекциях ряда зарубежных стран, например в Италии, в США, Греции, Венгрии, Турции.

## Биография
Родился 4 ноября 1945 г. в городе Сухум в семье железнодорожников.
С детства увлекается рисованием, принимая участие в школьных выставках.
В 1953—1964 училась в средней сухумской школе № 17 (бывшая 63).
Пишет первое стихотворение в 1961 году на тему полета Юрия Гагарина.
В школе занимается профессионально греблей на байдарке. Занимает первое место среди школьников Абхазии по настольному теннису (1961). Играла в волейбол.
После школы работает на Сухумской сувенирной фабрике по специальности «керамист».
В 1966—1967 занимается на подготовительных курсах при Московском Текстильном институте, где на высоком уровне осваивает акварельную технику.
В 1969 году Людмилу принимают сразу на второй курс Сухумского художественного училища по результатам просмотра её работ (акварелей московского периода).
В 1972 году заканчивает Сухумское художественное училище, факультет керамики. Преподавателями Людмилы были Хурмумал Валентина, Зоя Аджинджа, З.Джинджолия, Х.Авидзба, М. Киквадзе. Дипломная работа «Кофейный сервис» (фаянс, майолика), изготовила на Конаковском фаянсовом заводе. Диплом с отличием.
С 1974 −1985 года периодически ездила в Конаково на направлению Союза Художников Абхазии в творческую командировку.
В 70-80 года изготавливает свои работы на Тбилисском керамическом комбинате и Мхетском керамическом комбинате.
Для изучения технологии изготовления керамических изделий работала на производстве и расписывала массовые изделия на заводе в Конаноко. А в вечернее время создавала свои работы.
Параллельно училась на заочном Московском народном университете искусств.
С 1969 по 1972 училась на вечернем филологическом факультете Сухумского Государственного Педагогического Института.
С 1979 становится членом объединения молодых художников Союза Художников СССР.
В 1980-е года оформляет декоративными тарелками Загс г. Сухум (9 ваз и 10 тарелок), Дом композиторов Абхазии (фантазии на тему рыб), на дачи Андрей Гречко (Нижняя Эшера), санаторий редакции Литературной газеты (декоративные вазы и декоративные тарелки) в Гульрипше.
В 1980-е преподает рисунок на отделении живописи в Абхазском государственном университете.
В годы грузино-абхазского конфликта уехала в Москву и преподавала в техникуме Моссовета (м. Динамо).
В 1993 году возвращается в Сухум.
Печатается, как поэтесса в абхазской прессе.
Живёт и работает в г. Сухум.

## Выставки
Групповые:

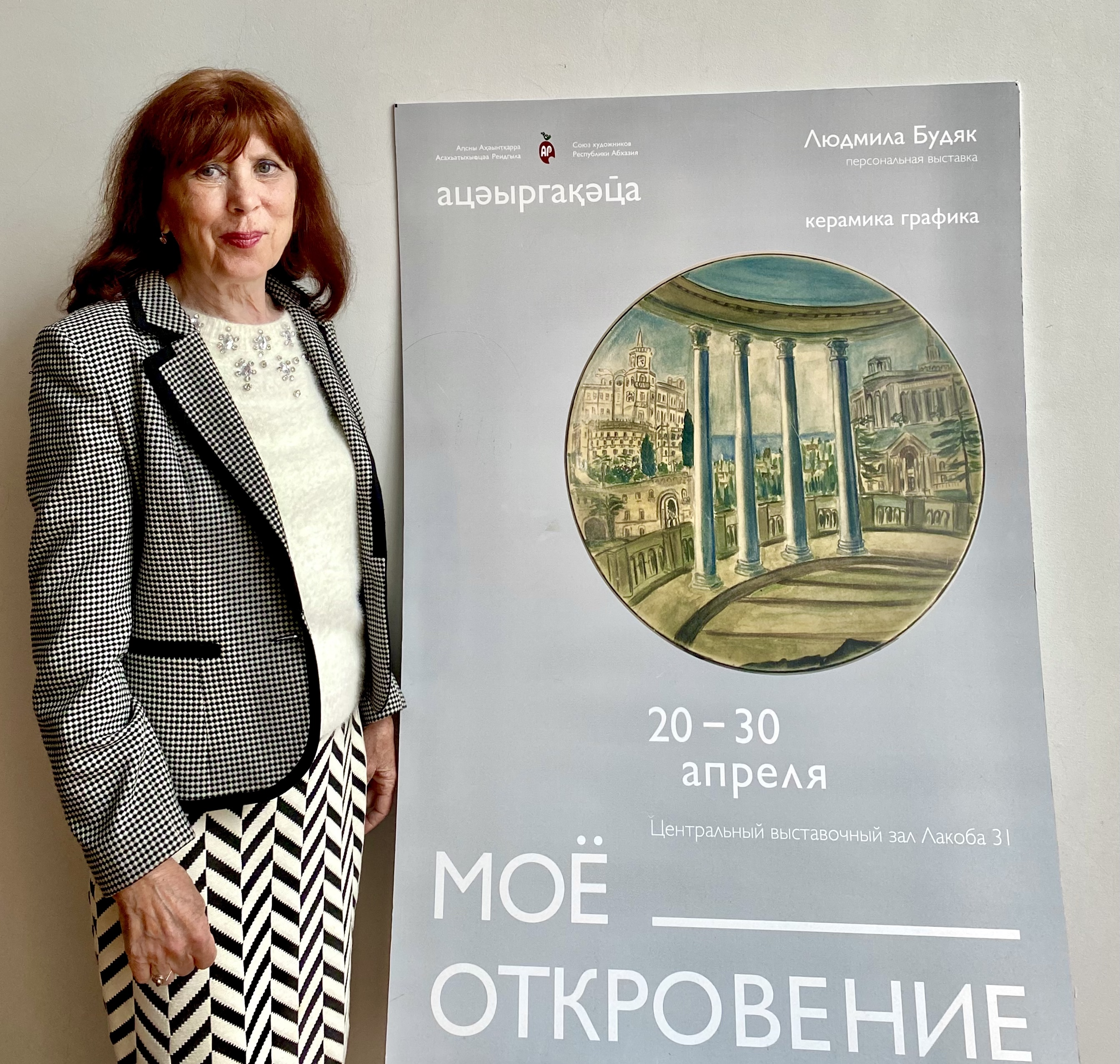

Начинает экспонироваться ещё в годы обучения в Сухумском художественном училище (Акварели).
С 1972 участвует в выставках Союза художников Республики Абхазии.
Участвовала в выставке в г. Генуя (1992).
2003 выставка «Южный транзит». Краснодар, Сочи, Сухум. Сухум, Выставочный зал союза художников Абхазии.
2006 Выставка работ художников Абхазии «Краски Абхазии», Москва, Государственный Выставочный зал «Творчество»
2008 региональная выставка ЮГ России X, Сочинский художественный музей арт-медиа центр «Родина»
Персональные:
1987 Сухум
2004 Сухум
2016 Сухум
2021 «Мое откровение», ЦВЗ СХ РА, Сухум, Абхазия

## Произведения
Наиболее характерные работы это декоративные блюда, выполненное из фаянса с подглазурной росписью; декоративные вазы.
Известны следующие произведения: «Мечты сбываются» (фаянс, глазурь), кофейный сервиз «Осень» (фаянс, майолика), декоративное блюдо «Космос» (фаянс, акрил), декоративное блюдо «Мир рыб» (акрил).
Работа «Моя Абхазия» представлена на титуле книги Азы Аргун «Художники Абхазии»
Большая часть работ сделана на Конаковском заводе.
Монументальные работы:
В 1980 годы работала мозаистом (смальта) на следующих объектах в г. Сухум: бассейн, автоматическая заправочная станция. В данных работах использованы морские мотивы.

## Оценка творчества
«…..Бурную фантазию художницы, тонкое колористическое чутье, хорошее владение цветовой оранжировкой, умение максимально извлечь все её возможности, добиться звучности красок» — искусствовед Ахра Аджинджал

## Семья
Отец — Будяк Иван Сергеевич (1917—1990) железнодорожник
Мать — Будяк Фекла Ивановна (1913 −1985) железнодорожник
Брат — Будяк Владимир Иванович (1939—2004) водитель Сухумприбора
Брат - Будяк Борис Иванович (1941—2019) водитель